# Aphanius villwocki
Aphanius villwocki es una especie de pez de la familia de los ciprinodóntidos en el orden de los ciprinodontiformes.

## Morfología
Los machos pueden alcanzar los 4,8 cm de longitud total.

## Distribución geográfica
Se encuentran en Asia: Turquía.